# Prix du Gouverneur général : poésie ou théâtre de langue anglaise
Voici une liste des lauréats du Prix littéraire du Gouverneur général dans la catégorie poésie ou théâtre de langue anglaise.
Ce prix fut décerné pour la première fois en 1959, en même temps que les autres prix de langue anglaise, jusqu'en 1981, quand la catégorie poésie ou théâtre de langue anglaise fut scindée en deux.

## Liste des lauréats
- 1937 - E. J. Pratt, The Fable of the Goats
- 1938 - Kenneth Leslie, By Stubborn Stars
- 1939 - Arthur S. Bourinot Under the Sun
- 1940 - E. J. Pratt, Brébeuf and His Brethren
- 1941 - Anne Marriott, Calling Adventurers
- 1942 - Earle Birney, David and Other Poems
- 1943 - A.J.M. Smith, News of the Phoenix
- 1944 - Dorothy Livesay, Day and Night
- 1945 - Earle Birney, Now is Time
- 1946 - Robert Finch, Poems
- 1947 - Dorothy Livesay, Poems for People
- 1948 - A.M. Klein, The Rocking Chair and Other Poems
- 1949 - James Reaney, The Red Heart
- 1950 - James Wreford Watson, Of Time and the Lover
- 1951 - Charles Bruce, The Mulgrave Road
- 1952 - E.J. Pratt, Towards the Last Spike
- 1953 - Douglas LePan, The Net and the Sword
- 1954 - P.K. Page, The Metal and the Flower
- 1955 - Wilfred Watson, Friday's Child
- 1956 - Robert A.D. Ford, A Window on the North
- 1957 - Jay Macpherson, The Boatman
- 1958 - James Reaney, A Suit of Nettles
- 1959 - Irving Layton, Red Carpet for the Sun
- 1960 - Margaret Avison, Winter Sun
- 1961 - Robert Finch, Acis in Oxford
- 1962 - James Reaney, Twelve Letters to a Small Town and The Killdeer and Other Plays
- 1963 - (aucun prix)
- 1964 - Raymond Souster, The Colour of the Times
- 1965 - Al Purdy, The Cariboo Horses
- 1966 - Margaret Atwood, The Circle Game
- 1967 - Alden Nowlan, Bread, Wine and Salt et Eli Mandel, An Idiot Joy
- 1968 - Leonard Cohen, Selected Poems 1956-68
- 1969 - George Bowering, Rocky Mountain Foot and The Gangs of Kosmos et Gwendolyn MacEwen, The Shadow-Maker
- 1970 - Michael Ondaatje, The Collected Works of Billy the Kid et bpNichol, ensemble de l'œuvre
- 1971 - John Glassco, Selected Poems
- 1972 - John Newlove, Lies et Dennis Lee, Civil Elegies and Other Poems
- 1973 - Miriam Mandel, Lions at her Face
- 1974 - Ralph Gustafson, Fire on Stone
- 1975 - Milton Acorn, The Island Means Minago
- 1976 - Joe Rosenblatt, Top Soil
- 1977 - D.G. Jones, Under the Thunder the Flowers Light Up the Earth
- 1978 - Patrick Lane, Poems New and Selected
- 1979 - Michael Ondaatje, There's a Trick with a Knife I'm Learning to Do
- 1980 - Stephen Scobie, McAlmon's Chinese Opera